# Cortaccia sulla Strada del Vino
Cortaccia sulla Strada del Vino (Kurtatsch an der Weinstrasse) é uma comuna italiana da região do Trentino-Alto Ádige, província de Bolzano, com cerca de 2.084 habitantes. Estende-se por uma área de 29 km², tendo uma densidade populacional de 72 hab/km². Faz fronteira com Coredo (TN), Egna, Magrè sulla Strada del Vino, Roverè della Luna (TN), Termeno sulla Strada del Vino, Ton (TN), Tres (TN), Vervò (TN).

## Demografia
| Variação demográfica do município entre 1861 e 2011                               |
|                                                                                   |
| Fonte: Istituto Nazionale di Statistica (ISTAT) - Elaboração gráfica da Wikipedia |